# 28655 Erincolfax
28655 Erincolfax è un asteroide della fascia principale. Scoperto nel 2000, presenta un'orbita caratterizzata da un semiasse maggiore pari a 2,3995451 UA e da un'eccentricità di 0,0659534, inclinata di 2,84982° rispetto all'eclittica.